# Raumschiff Enterprise – Das nächste Jahrhundert/Staffel 2
Die zweite Staffel der US-amerikanischen Science-Fiction-Fernsehserie Raumschiff Enterprise – Das nächste Jahrhundert wurde in den USA beginnend am 19. November 1988 erstausgestrahlt, in Deutschland ab 13. April 1991.

## Entstehung
In der zweiten Staffel wurde Gates McFadden alias Schiffsärztin Dr. Beverly Crusher durch Diana Muldaur alias Dr. Catherine Pulaski ersetzt, bevor McFadden nach Vertragsverhandlungen für die dritte Staffel zurückkehrte. Die Figur Dr. Pulaski blieb bei vielen Star Trek Fans unbeliebt. Zudem stieß Whoopi Goldberg auf eigenen Wunsch als weise Barkeeperin Guinan der Bordbar Ten Forward (dt. Zehn Vorne), die ebenso für die zweite Staffel neu geschaffen worden war, zur Enterprise-Crew hinzu. Bis zu ihrem letzten Auftritt in Verdächtigungen (Staffel 6, Folge 22) wurde Goldberg im Vorspann als "Special guest star" aufgeführt. Worf, gespielt von Michael Dorn, übernahm die Position des Sicherheitschefs an Bord. Geordi Laforge (LeVar Burton) wurde zum Chefingenieur ernannt. Beide Charaktere trugen deshalb fortan gelbe statt roter Uniformen. Colm Meaney alias 'Miles O'Brien', der während der ersten Staffel nur in zwei Folgen auftrat, wurde ab der ersten Folge der zweiten Staffel für den Rest der Serie als Transporter-Chef etabliert.
Mit Beginn der zweiten Staffel gab es einige Veränderungen im Team der Drehbuchautoren. Maurice Hurley, verließ das Team am Ende der Staffel, obwohl er erst zu Beginn zum Chefautor ernannt worden war. Tracy Tormé und David Gerrold kündigten nach Differenzen mit Gene Roddenberry; Leonard Mlodinow und Scott Rubenstein verabschiedeten sich ebenso. Auf der anderen Seite wurden etwa Hans Beimler und Melinda Snodgrass ins Autoren-Team aufgenommen. Letztere zeichnete verantwortlich für inhaltsvolle und populäre Folgen wie Wem gehört Data?. In der von Maurice Hurley geschriebenen Folge Zeitsprung mit Q wurden zum ersten Mal die Borg als quasi unbesiegbarer Gegner der Enterprise-Crew etabliert.
Im Jahr 1988 kam es zu einem Streik der US-amerikanischen Drehbuchautorengewerkschaft. Deshalb wurde die Staffel von 26 auf 22 Episoden verkürzt. Zudem wurden teils alte, für die einst verworfene Star-Trek-Serie Star Trek: Phase Two entstandene Drehbücher verwendet, beispielsweise für die erste Folge der Staffel. Die letzte Folge der Staffel war aus diesem Grund und aus finanziellen Gründen eine als Traumsequenzen gestaltete Aneinanderreihung von Filmausschnitten vorheriger Episoden. Sie gilt als eine der am wenigsten gelungenen Folgen der ganzen Serie. Diese im Englischen als clip show bezeichnete Technik musste in der kompletten Serie nie wieder angewendet werden.

## Episoden, Handlung und Erstausstrahlung
| Nr. (ges.) | Nr. (St.) | Deutscher Titel              | Originaltitel           | Erstausstrahlung USA | Deutschsprachige Erstausstrahlung (D) | Regie             | Drehbuch                                                                             |
| --- | --------- | ---------------------------- | ----------------------- | -------------------- | ------------------------------------- | ----------------- | ------------------------------------------------------------------------------------ |
| 27 | 1         | Das Kind                     | The Child               | 19. Nov. 1988        | 13. Apr. 1991                         | Rob Bowman        | Jaron Summers, Jon Povill, Maurice Hurley                                            |
| Ein fremdes Wesen gelangt an Bord der Enterprise und dringt in Trois Körper ein, woraufhin sie schwanger wird und zwei Tage später einen Jungen gebärt, der rasend schnell heranwächst. Währenddessen hat die Enterprise eine Probe eines lebensgefährlichen Erregers an Bord genommen, der kurze Zeit später zu wachsen beginnt und Besatzung und Passagiere zu töten droht. Als die Lebensform im Körper des Jungen davon erfährt, sieht sie sich in der Schuld für den Viruswachstum und verlässt den Körper des Jungen, wodurch die Gefahr gebannt wird. |           |                              |                         |                      |                                       |                   |                                                                                      |
| 28 | 2         | Illusion oder Wirklichkeit?  | Where Silence Has Lease | 26. Nov. 1988        | 20. Apr. 1991                         | Winrich Kolbe     | Jack B. Sowards                                                                      |
| Die Enterprise wird im All von einer inhalts- und dimensionslosen Lebensform gefangen genommen. Diese gibt ihren Namen als Nagilum zu erkennen und möchte die Reaktionen der Menschen auf den Tod studieren. Als Nagilum ankündigt, über ein Drittel der Enterprise-Crew zu Studienzwecken zu töten, lassen Picard und Riker die Selbstzerstörungssequenz des Schiffes beginnen. Diese brechen sie jedoch wieder ab, als Nagilum übermittelt, genügend gelernt zu haben. |           |                              |                         |                      |                                       |                   |                                                                                      |
| 29 | 3         | Sherlock Data Holmes         | Elementary, Dear Data   | 3. Dez. 1988         | 27. Apr. 1991                         | Rob Bowman        | Brian Alan Lane                                                                      |
| Data und LaForge versuchen sich im Rahmen eines Holodeck-Programms in den Rollen von Sherlock Holmes und Dr. Watson an Detektivarbeit. Als die holografische Figur Professor Moriarty aufgrund eines falschen Befehls von LaForge das Kommando über die Enterprise zu übernehmen beginnt, schafft es Picard schließlich, Moriarty davon zu überzeugen, seinen Plan abzubrechen und muss ihm dabei zusichern, dass er im Holodeck gespeichert wird. |           |                              |                         |                      |                                       |                   |                                                                                      |
| 30 | 4         | Der unmögliche Captain Okona | The Outrageous Okona    | 10. Dez. 1988        | 11. Mai 1991                          | Robert Becker     | Burton Armus; Idee: Les Menchen, Lance Dickson, David Landsberg                      |
| Die Enterprise nimmt den Frauenhelden Okona von dessen marodem Raumschiff an Bord. Alsbald erscheinen die Raumschiffe zweier verfeindeter Parteien, die jeweils die Auslieferung Okonas fordern. Im Zuge der auf der Enterprise durchgeführten Verhandlungen stellt sich heraus, dass nicht Okona, sondern der Sohn eines der Gegner die Tochter des anderen Gegners geschwängert hat. |           |                              |                         |                      |                                       |                   |                                                                                      |
| 31 | 5         | Der stumme Vermittler        | Loud As A Whisper       | 7. Jan. 1989         | 18. Mai 1991                          | Larry Shaw        | Jacqueline Zambrano                                                                  |
| Auftrag für die Enterprise ist es, den stummen Vermittler Riva zu einem Planeten zu bringen, damit er dort zur Vermeidung eines Bürgerkrieges als Schlichter fungiert. Bei der ersten Verhandlung ermorden die verfeindeten Parteien die drei Begleiter Rivas, die er für sich hatte sprechen lassen. In der Folge gelingt es Data, die Gebärdensprache Rivas zu erlernen, und Troi, den erschütterten Riva davon zu überzeugen, die Verhandlungen fortzuführen. |           |                              |                         |                      |                                       |                   |                                                                                      |
| 32 | 6         | Das fremde Gedächtnis        | The Schizoid Man        | 21. Jan. 1989        | 25. Mai 1991                          | Les Landau        | Tracy Tormé; Idee: Richard Manning, Hans Beimler                                     |
| Der an einer tödlichen Krankheit leidende Kybernetiker Dr. Graves transferiert kurz vor seinem Tod seine Persönlichkeit in Data, wodurch sich dieser in der Folge wie Graves verhält. Als er Graves’ Assistentin Kareen mitteilt, ihre Persönlichkeit ebenfalls in einen Computer zu transferieren, um sie unsterblich zu machen, diese das Angebot jedoch ablehnt, beginnt Data an sich zu zweifeln. Schließlich kommt er zu der Überzeugung, Graves’ Persönlichkeit in den Computer der Enterprise zu transferieren, und gibt daraufhin Datas Körper wieder frei. |           |                              |                         |                      |                                       |                   |                                                                                      |
| 33 | 7         | Die jungen Greise            | Unnatural Selection     | 28. Jan. 1989        | 7. Feb. 1992                          | Paul Lynch        | John Mason, Mike Gray                                                                |
| Als die Enterprise ein Sternenflottenschiff findet, dessen Besatzung an Altersschwäche gestorben ist, stellt die Crew fest, dass sich auf der Forschungsstation Darwin dasselbe rapide Altern zu ereignen scheint. Als sie nach der Ursache und dem Übertragungsweg für die Infektion sucht, infiziert sich Dr. Pulaski versehentlich ebenfalls und altert zusehends. Einer Idee Picards folgend, schafft es die Crew der Enterprise aber, mit Hilfe von Pulaskis DNS und einem modifizierten Transporterstrahl, Pulaski in den Zustand vor ihrer Erkrankung zu verwandeln. |           |                              |                         |                      |                                       |                   |                                                                                      |
| 34 | 8         | Der Austauschoffizier        | A Matter Of Honor       | 4. Feb. 1989         | 8. Juni 1991                          | Rob Bowman        | Burton Armus; Idee: Wanda M. Haight, Gregory Amos, Burton Armus                      |
| Ein Fähnrich arbeitet im Rahmen eines Austauschprogramms auf der Enterprise und findet dabei heraus, dass ein sich im Rumpf des Schiffes vergrößerndes und das Schiff bedrohendes Loch von einer fremden, bakteriellen Lebensform verursacht wird. Zugleich ist Commander Riker als Austauschoffizier auf einem klingonischen Raumschiff eingesetzt. Er schafft es, sich den Respekt der Klingonen zu verdienen, und verhindert durch eine List, dass die Enterprise durch die Klingonen angegriffen wird, als sich die bakterielle Lebensform am Rumpf des Klingonenschiffes ebenfalls bemerkbar macht. |           |                              |                         |                      |                                       |                   |                                                                                      |
| 35 | 9         | Wem gehört Data?             | The Measure Of A Man    | 11. Feb. 1989        | 14. Feb. 1992                         | Robert Scheerer   | Melinda M. Snodgrass                                                                 |
| Um sich Experimenten des Kybernetikers Maddox zu entziehen, tritt Data aus der Sternenflotte aus. Es folgt ein Gerichtsprozess über die Frage, ob Data Sternenflotteneigentum ist. |           |                              |                         |                      |                                       |                   |                                                                                      |
| 36 | 10        | Die Thronfolgerin            | The Dauphin             | 18. Feb. 1989        | 28. Feb. 1992                         | Rob Bowman        | Scott Rubenstein, Leonard Mlodinow                                                   |
| Die Enterprise nimmt die junge Salia (Mädchen Amick), die künftige Thronfolgerin des Planeten Daled IV, und ihre Gouvernante, die alte Anya (Paddi Edwards), als Passagiere an Bord. Wesley Crusher verliebt sich auf den ersten Blick in Salia und lässt sich von Riker und Guinan dabei helfen, sich auf ein Rendezvous mit Salia einzustellen. Alsbald stellt sich heraus, dass ihre Liebe keine Zukunft hat, da sie, ebenso wie Anya, eine Gestaltwandlerin ist, und als Thronfolgerin den Planeten nicht verlassen können wird. |           |                              |                         |                      |                                       |                   |                                                                                      |
| 37 | 11        | Die Iconia-Sonden            | Contagion               | 18. März 1989        | 9. März 1992                          | Joseph L. Scanlan | Steve Gerber, Beth Woods                                                             |
| In der neutralen Zone trifft die Enterprise ihr Schwesterschiff Yamato, auf dem sich mysteriöse Fehlfunktionen häufen und das wenig später mitsamt der Besatzung explodiert. Die Untersuchungen der Enterprise-Crew ergeben, dass ein Computervirus, das von einer Sonde der Iconianer stammt, für die Zerstörung verantwortlich ist und dass sich gleiches auf der Enterprise zu wiederholen droht. Bei der Untersuchung eines von den Iconianern stammenden Kontrollraums auf einem Planeten können Picard und seine Crew den Computervirus schließlich eliminieren und die Zerstörungsgefahr bannen. |           |                              |                         |                      |                                       |                   |                                                                                      |
| 38 | 12        | Hotel Royale                 | The Royale              | 25. März 1989        | 13. März 1992                         | Cliff Bole        | Keith Mills                                                                          |
| Bei der Untersuchung einer geheimnisvollen Energiequelle auf einem unbewohnten Planeten wird das aus Riker, Data und Worf bestehende Außenteam in einem Gebäude gefangen, dessen Inneres dem eines amerikanischen Hotels aus dem 21. Jahrhundert gleicht. Darin finden sie die Leiche eines Astronauten, dem einst Außerirdische durch das Schaffen dieser Umgebung zum Führen eines menschenwürdigen Lebens verhalfen. Dazu orientierten sie sich an dem Roman „Hotel Royale“, dessen Handlung sich das Außenteam schließlich anpassen muss, um zu entkommen. |           |                              |                         |                      |                                       |                   |                                                                                      |
| 39 | 13        | Die Zukunft schweigt         | Time Squared            | 1. Apr. 1989         | 20. März 1992                         | Joseph L. Scanlan | Maurice Hurley; Idee: Kurt Michael Bensmiller                                        |
| Die Enterprise nimmt eines ihrer Shuttleschiffe mitsamt einem zweiten Picard an Bord, die beide sechs Stunden aus der Zukunft stammen. Untersuchungen ergeben, dass Picard die Enterprise in der Zukunft verließ, bevor sie in einer Raumanomalie zerstört wurde. Als sich die Enterprise eben jener Anomalie nähert, beginnen sich diese Ereignisse abzuspielen. Zur Vermeidung der Zerstörung der Enterprise erschießt Picard seinen Doppelgänger aus der Zukunft, wodurch die Anomalie verschwindet und die Gefahr für die Enterprise gebannt wird. |           |                              |                         |                      |                                       |                   |                                                                                      |
| 40 | 14        | Rikers Vater                 | The Icarus Factor       | 22. Apr. 1989        | 27. März 1992                         | Robert Iscove     | David Assael, Robert McCullough; Idee: David Assael                                  |
| Riker wird das Kommando über ein Föderationsraumschiff angeboten. Vorgeblich, um ihn auf diese Rolle vorzubereiten, kommt sein Vater, ein Militärstratege, an Bord. Rikers Entscheidungsfindung gerät in den Hintergrund, als beide mit der Bewältigung ihrer schwierigen Vergangenheit konfrontiert sind. Riker lehnt das Angebot schließlich ab. Währenddessen unternimmt Wesley Anstrengungen, Worf an dessen zehnten Jahrestag der Initiation aufzuheitern, und überrascht ihn zusammen mit Worfs Kollegen im Holodeck mit einem klingonischen Ritual. |           |                              |                         |                      |                                       |                   |                                                                                      |
| 41 | 15        | Brieffreunde                 | Pen Pals                | 29. Apr. 1989        | 3. Apr. 1992                          | Winrich Kolbe     | Melinda M. Snodgrass; Idee: Hannah Louise Shearer                                    |
| Von den Brückenoffizieren mit der Leitung von Untersuchungen geologischer Ereignisse im Selcundi-Drema-Planetensystem betraut, erhält Wesley in Sachen Führungsqualität Ratschläge durch Riker. Währenddessen hat Data Kontakt mit einem Mädchen auf einem der untersuchten Planeten, das durch die dortige vulkanische Aktivität zu sterben droht, und rettet es auf die Enterprise. Nachdem Wesleys Team dafür gesorgt hat, dass die vulkanische Aktivität den Planeten nicht mehr zu zerstören droht, bringt Data das Mädchen zurück auf den Planeten und Pulaski löscht deren Erinnerungen an ihre Zeit auf der Enterprise aus, damit die Oberste Direktive gewahrt bleibt.                                                                         |           |                              |                         |                      |                                       |                   |                                                                                      |
| 42 | 16        | Zeitsprung mit Q             | Q Who                   | 6. Mai 1989          | 10. Apr. 1992                         | Rob Bowman        | Maurice Hurley                                                                       |
| Damit sich die Enterprise-Crew auf kommende Gefahren vorbereitet, versetzt Q das Schiff gegen Picards Willen an einen weit entfernten Teil des Alls, wo es mit den feindlichen Borg konfrontiert wird (→ Hauptartikel). |           |                              |                         |                      |                                       |                   |                                                                                      |
| 43 | 17        | Das Herz eines Captains      | Samaritan Snare         | 13. Mai 1989         | 24. Apr. 1992                         | Les Landau        | Robert L. McCullough                                                                 |
| Wesley ist mit einem Shuttleschiff unterwegs zur Sternenbasis 515, um an Tests zur Aufnahme in die Sternenflottenakademie teilzunehmen, und wird von Picard begleitet, der sich dort einer Herztransplantation unterziehen möchte. Unterdessen ist die Enterprise mit den Paklets konfrontiert, deren Raumschiff reparaturbedürftig scheint. Während La Forge im Schiff der Paklets gefangengehalten wird, stellt sich heraus, dass die Paklets zugunsten ihres technologischen Fortschritts fremde Technologie übernehmen möchten. Durch eine List der Enterprise-Crew kann La Forge befreit werden. Nach Komplikationen bei Picards Operation kann ihn schließlich Pulaski retten.                                                                    |           |                              |                         |                      |                                       |                   |                                                                                      |
| 44 | 18        | Der Planet der Klone         | Up The Long Ladder      | 20. Mai 1989         | 8. Mai 1992                           | Winrich Kolbe     | Melinda M. Snodgrass                                                                 |
| Die Enterprise rettet eine Gruppe Kolonisten der Bringloidi von deren von Zerstörung bedrohter Heimatwelt und lässt sie mitsamt Tieren und Hausrat in einem Frachtraum einquartieren. Die Crew der Enterprise erfährt, dass die Gruppe eine von zweien war, die in diesem Sonnensystem siedelten. Als sie die andere Gruppe, die Mariposaner, warnen, stellt sich heraus, dass diese ihr Fortbestehen bislang nur durch Klonen gesichert haben und nun wegen drohendem genetischem Verlust Pulaski und Riker klonen möchten. Die Enterprise-Crew kann schließlich die Bringloidi davon überzeugen, sich mit den Mariposanern zu paaren, um deren Fortpflanzungsproblem zu lösen, und ihnen gleichfalls eine neue Heimat zu geben.                       |           |                              |                         |                      |                                       |                   |                                                                                      |
| 45 | 19        | Andere Sterne, andere Sitten | Manhunt                 | 17. Juni 1989        | 22. Mai 1992                          | Rob Bowman        | Terry Devereaux                                                                      |
| Trois Mutter Lwaxana kommt an Bord, vorgeblich zur Passage zu einer Konferenz. Es stellt sich aber heraus, dass sich Lwaxana in einem besonderen Lebensabschnitt befindet, in dem sie eine stark erhöhte Libido besitzt. Deshalb möchte sie alsbald Picard ehelichen. Dieser jedoch sträubt sich davor und flieht in das Holodeck, wo er sich in einem Programm des Detektivs Dixon Hill die Zeit vertreibt. Kurz vor ihrer Abreise kann die enttäuschte Lwaxana noch die zwei ebenfalls mitgereisten, fischköpfigen Antedianer als mutmaßliche Bombenattentäter entlarven. |           |                              |                         |                      |                                       |                   |                                                                                      |
| 46 | 20        | Klingonenbegegnung           | The Emissary            | 24. Juni 1989        | 12. Juni 1992                         | Cliff Bole        | Richard Manning, Hans Beimler; Idee: Richard Manning, Hans Beimler, Thomas H. Calder |
| Die Enterprise erhält den Auftrag, ein klingonisches Raumschiff abzufangen, dessen Besatzung sich seit Jahrhunderten im Kälteschlaf befindet. Ziel ist es zu vermeiden, dass die Klingonen, die in ihrer ursprünglichen Zeit noch im Krieg gegen die Föderation standen, nun zu einer Gefahr für Föderationskolonien werden. Zur Durchführung des Auftrags kommt die Halbklingonin K’Ehleyr an Bord, eine frühere Geliebte Worfs. Sie findet Gefallen an Worfs holografischem Kampfprogramm und tauscht mit ihm Zärtlichkeiten aus, woraufhin Worf sie heiraten möchte, von ihr aber Ablehnung erfährt. Schließlich können die beiden die Mission durchführen, indem sie sich den anderen Klingonen gegenüber als Kommandanten der Enterprise ausgeben. |           |                              |                         |                      |                                       |                   |                                                                                      |
| 47 | 21        | Galavorstellung              | Peak Performance        | 8. Juli 1989         | 19. Juni 1992                         | Robert Scheerer   | David Kemper                                                                         |
| Der zakdornianische Stratege Kolrami kommt an Bord der Enterprise, um eine geplante Manöverübung zu überwachen, bei der Riker als Captain des veralteten Raumschiffes USS Hathaway simulativ gegen die Enterprise kämpfen soll. Während der Übung taucht plötzlich ein Raumschiff der Ferengi auf, die eine vermutete geheime Waffe der Hathaway einfordern. Das Ferengi-Schiff schießt die Enterprise kampfunfähig und droht die Hathaway mitsamt Besatzung zu zerstören. Mit einer gemeinsamen List gelingt es Picard und Riker, die Ferengi in die Flucht zu schlagen. Unterdessen gerät Data nach seiner Niederlage in dem Spiel Strategema gegen Kolrami in Selbstzweifel, kann ihn schließlich aber doch noch besiegen.                           |           |                              |                         |                      |                                       |                   |                                                                                      |
| 48 | 22        | Kraft der Träume             | Shades of Gray          | 15. Juli 1989        | 26. Juni 1992                         | Rob Bowman        | Maurice Hurley, Richard Manning, Hans Beimler; Idee: Maurice Hurley                  |
| Während einer Außenmission durch einen gefährlichen Krankheitserreger infiziert, droht Riker alsbald zu sterben. Während Pulaskis Behandlung mittels einer Gehirnwellenstimulation durchlebt er in Träumen Erlebnisse, die in früheren Episoden zu sehen waren. Schließlich gelingt es Pulaski, die Infektion zu besiegen. |           |                              |                         |                      |                                       |                   |                                                                                      |

## Auszeichnungen
- Emmy Awards 1989
  - Bester Tonschnitt für eine Serie
  - Beste Tonmischung für eine Dramaserie
  - nominiert: Beste Frisur für eine Serie
  - nominiert: Bestes Make-up für eine Serie
  - nominiert: Beste Musikkomposition für eine Serie (Dramatischer Underscore)
  - nominiert: Beste visuelle Spezialeffekte
  - nominiert: Beste künstlerische Leitung für eine Serie
  - nominiert: Bestes Kostümdesign für eine Serie
- Young Artist Awards 1989
  - Beste syndizierte Familiendrama- oder Comedyserie
  - Bester Jungschauspieler in einer syndizierten Familiensendung: Wil Wheaton